# Sextus Quinctilius Varus (Quästor)
Sextus Quinctilius Varus war ein römischer Politiker der späten Republik und
der Vater des durch die Varusschlacht bekannten Publius Quinctilius Varus.
Er entstammte einem patrizischen Geschlecht und befand sich beim Ausbruch des Bürgerkriegs im Jahr 49 v. Chr. als Quästor am Beginn seiner senatorischen Laufbahn (cursus honorum). Zusammen mit dem Prokonsul Lucius Domitius Ahenobarbus wurde er in Corfinium von Gaius Iulius Caesar gefangen genommen, aber wieder freigelassen. Quinctilius Varus ging mit dem früheren Prätor Publius Attius Varus noch 49 v. Chr. in die Provinz Africa. Dort versuchte er, die bei Corfinium übergelaufenen Soldaten unter Gaius Scribonius Curio für die Partei des Gnaeus Pompeius Magnus zurückzugewinnen.
Nach dem Tod Caesars schloss er sich den Truppen der Caesarmörder an. Nach der Niederlage bei Philippi 42 v. Chr. ließ er sich von einem Freigelassenen töten.
Ein in zwei Gedichten Catulls angesprochener Varus ist vermutlich eine andere Person.
Neben dem etwa 47/46 v. Chr. geborenen Sohn Publius Quinctilius Varus hinterließ er eine Tochter, die mit Lucius Nonius Asprenas verheiratet war.